# サンティアーゴ・デ・クーバ駅
サンティアーゴ・デ・クーバ駅（サンティアーゴデクーバえき、西: Santiago de Cuba）は、キューバ共和国（通称：キューバ）サンティアーゴ・デ・クーバ州サンティアーゴ・デ・クーバ市にある主要な駅である。
「サンティアーゴ・ヘネラル・セネン・カサス」 (Santiago General Senén Casas) としても知られる。
当駅は、国営企業であるキューバ鉄道 (FFCC: Ferrocarriles de Cuba) が所有しており、町の港に近いパセオ・デ・マルティ (Paseo de Martí) の中心部に位置している。
当駅は、ハバナ・セントラル (Havana Central) 、カマグエイ (Camagüey) およびサンタ・クララ (Santa Clara) とともに、キューバで2番目に重要な駅であり、鉄道網部門の本部となっている。

## 歴史
キューバの政治家セネン・カサス・レゲイロ (Senén Casas Regueiro) にちなんで名付けられた当駅が、1997年に完全に改装および再建された。
港の税関近くに位置していた古い駅は、港の鉄道側線のターミナルとなっている。

## 駅構造
サンティアーゴ駅は、2つの丸天井で覆われて、隣接した庭に近代的な時計塔がある、大規模かつ近代的な建物で構成された終点である。
駅の軌道と平行して、南側には港を扱う大きな倉庫および側線がある。
二次倉庫は、アベニダ・ロス・ピノス (Avenida Los Pinos) にある。
当駅は、ロス・ピノス (Los Pinos) 区（「レパルト」）にあり、複線となる路線は電化されていない。
サンティアーゴ-サン・ルイスの複線ルートは、サンティアーゴからバヤモ (Bayamo) およびグアンタナモ (Guantánamo) までを連絡する列車用にも利用されている。
エル・クリスト (El Cristo) 村の近くから出て、（グアンタナモへの路線にある）ラ・マヤ (La Maya) に着く分岐は、部分的に造られているだけである。

## サービス
ハバナ・セントラルが主要な西側の駅であると同様に、当駅は主要な東側の鉄道の終点である。
当駅では、ハバナ-サンタ・クララ-カマグエイ-サンティアーゴを結ぶ最重要な「トレン・フランセス」 (Tren Francés) として、ほぼ全島を連絡しているいくつかの長距離列車を扱っている。
主にハバナ・セントラルにて発着している他の長距離列車は、サンティアーゴからマタンサス (Matanzas)、シエゴ・デ・アビラ (Ciego de Ávila)、ラス・トゥーナス (Las Tunas) および他の都市を連絡している。
パルマ・ソリアーノ (Palma Soriano)、バヤモ、マンサニージョ (Manzanillo)、グアンタナモおよびオルギン (Holguín) への、いくつかの地方間および地方列車もある。